# 오카마역
오카마역(일본어: 大釜駅)은 일본 이와테현 다키자와시에 위치한 동일본 여객철도 다자와코 선의 철도역이다. 상대식 승강장 2면 2선의 구조를 갖춘 지상역이다.

## 타는 곳
| 1 · 2 | ■ 다자와코 선 | 상행 | 모리오카 방면              |
| 1 · 2 | ■ 다자와코 선 | 하행 | 시즈쿠이시 · 오마가리 방면 |

## 이용 현황
| 승차 인원 추이 | 승차 인원 추이 |
| 연도           | 1일 평균       |
| -------------- | -------------- |
| 2000           | 489            |
| 2001           | 483            |
| 2002           | 488            |
| 2003           | 513            |
| 2004           | 531            |
| 2005           | 555            |
| 2006           | 562            |
| 2007           | 524            |
| 2008           | 521            |
| 2009           | 529            |
| 2010           | 533            |
| 2011           | 537            |
| 2012           | 518            |
| 2013           | 517            |
| 2014           | 496            |
| 2015           | 484            |

## 역 주변
- 도호쿠 자동차도 모리오카 나들목
- 국도 제46호선
- 다키자와 시청
- 시즈쿠이시 강
- 일본 국토교통성 도호쿠 지방 정비국 · 모리오카 니시 국도 유지 출장소
- 이온 몰 모리오카

## 인접 역
| 동일본 여객철도 다자와코 선 | 동일본 여객철도 다자와코 선 | 동일본 여객철도 다자와코 선 |
| --------------------------- | --------------------------- | --------------------------- |
| 마에가타 모리오카 방면      | ■ 다자와코 선               | 고이와이 오마가리 방면      |